# Chenini Nahal
Chenini Nahal (arabisch شنني النحال Šaninī an-Naḥāl) ist eine tunesische Gemeinde mit 14.152 Einwohnern. (Stand: 2004) Sie gehört administrativ zum Gouvernement Gabès.

## Geographie
Chenini Nahal liegt wenige Kilometer von Gabès entfernt, welches an der Küste zur Bucht Golf von Gabès im Osten Tunesiens liegt. Der Golf von Gabes gehört zum Libyschen Meer. Umgeben wird Chenini Nahal von Bouchamma im Norden, von Gabès im Osten und von Cité Bdoura im Süden. Der internationale Flughafen Gabès-Matmata befindet sich etwa 20 km südwestlich der Gemeinde.

## Kultur und Sehenswürdigkeiten

### Bauwerke
Im Norden der Gemeinde befindet sich die Jwawla Moschee.